# Dekanatskirche Johannes der Täufer

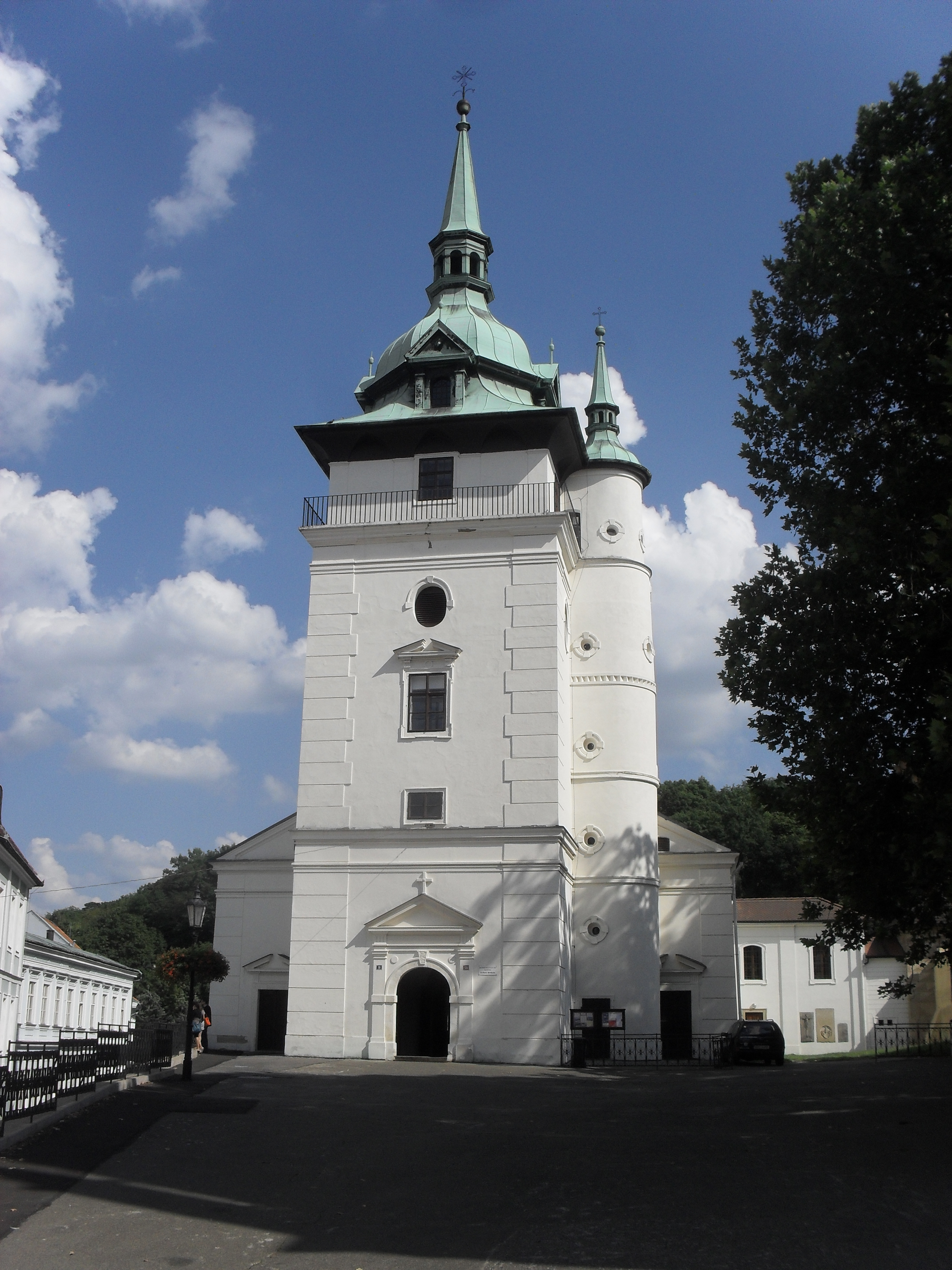
Ansicht von Westen

Die Dekanatskirche Johannes der Täufer (tschechisch Děkanský kostel sv. Jana Křtitele) ist ein denkmalgeschütztes Kirchengebäude in der tschechischen Stadt Teplice. Der barocke Sakralbau, der in zwei Bauphasen Ende des 16. und Anfang des 18. Jahrhunderts entstand, steht auf dem Schlossplatz, an einen kleinen Park grenzend. Die Kirche gehört zum römisch-katholischen Bistum Leitmeritz.
Als Hauptkirche der Kurstadt Teplice ist sie dem Schutzpatron der Heilquellen Johannes dem Täufer gewidmet.

## Geschichte
Die gut erhaltene Kirche auf dem Schlossplatz (Zámecké náměstí) wurde zwischen 1585 und 1594 auf den Fundamenten einer ersten Kirche errichtet, die bei archäologischen Grabungen nach dem Zweiten Weltkrieg und in den 1950er Jahren entdeckt wurden, einer romanischen Basilika ähnlich der Kirche des hl. Georg auf der Prager Burg. Diese historischen Fundamente sind hinter einer dicken mit Streben abgestützten Mauer verborgen.

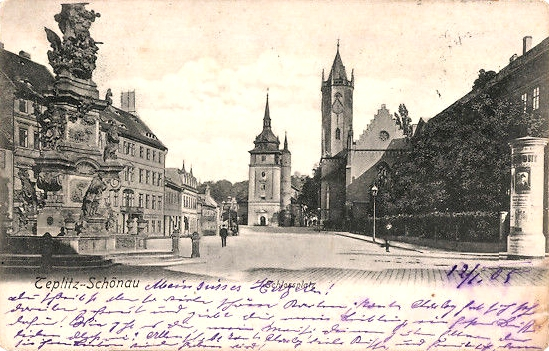
Die historische Ansichtskarte aus dem Jahr 1904 aus Teplitz-Schönau (wie der Ort bis 1945 hieß) zeigt den Schlossplatz mit der Dekanatskirche in der Mitte.

Der Kirchturm schloss das zweite Gotteshaus im Jahr 1594 ab, wurde aber 1645 in der Höhe verringert und 1707 noch einmal umgebaut. Umfangreiche bauliche Veränderungen mit teilweise erheblicher Vergrößerung des Bauwerks zwischen 1700 und 1703 im Barockstil verliehen dem Gotteshaus sein heutiges Aussehen. Die Planungen und Ausführungen der Umbauarbeiten soll Maurermeister Kristian Lagler vorgenommen haben.
Der früher um das Kirchengebäude vorhandene Friedhof wurde aufgelöst.
Renovierungs- und Umbauarbeiten erfolgten in den Jahren 1789, 1877 und 1890. Im Jahr 2000 konnten Fassaden und Dächer erneuert werden.

## Architektur und Ausstattung

### Kirchturm

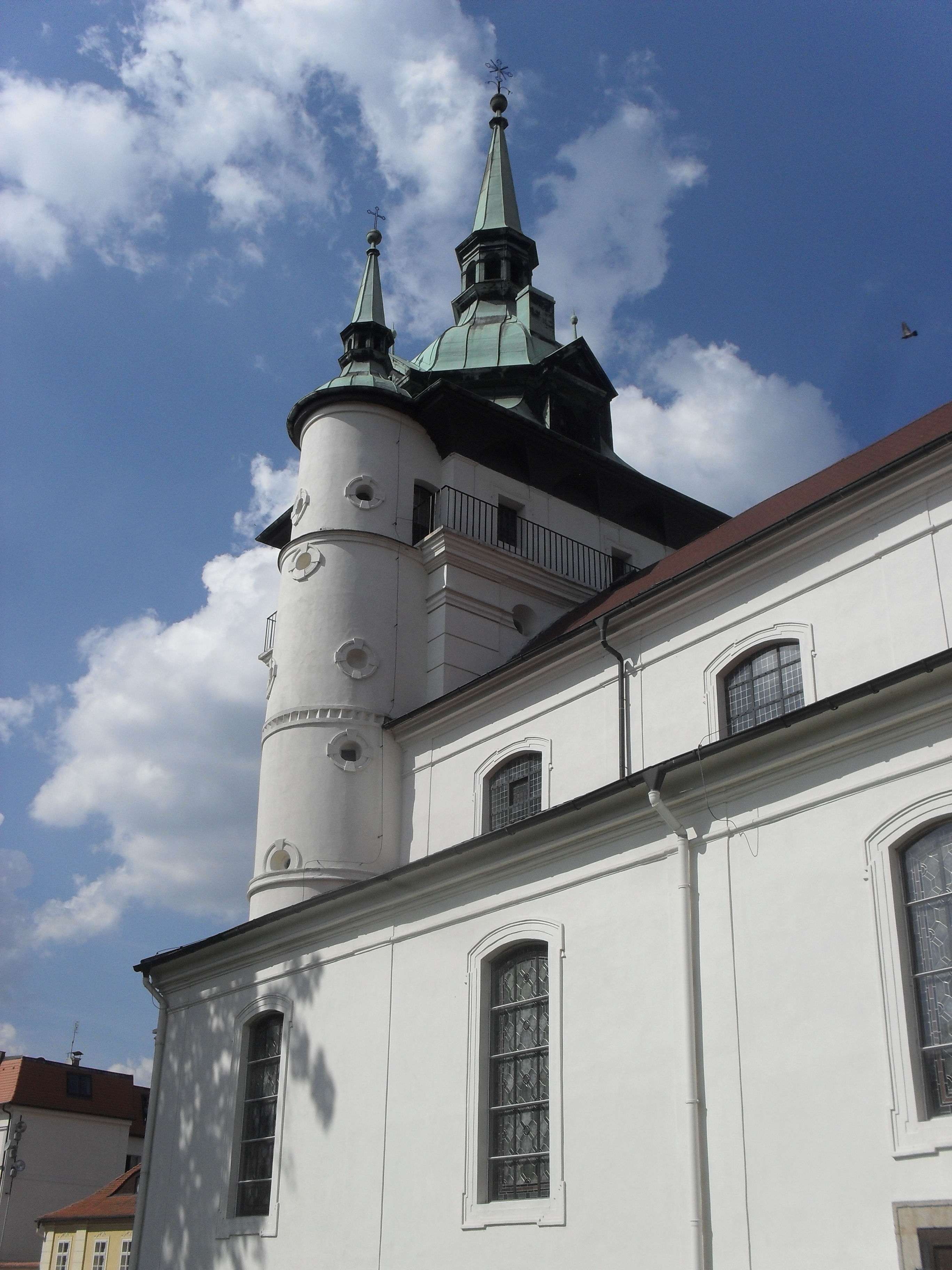
Teilansicht von der Südseite des Kirchengebäudes mit dem Treppenturm im Vordergrund

Auf zwei Drittel seiner Höhe verfügt der Kirchturm über einen Umgang, der im Sommer als Aussichtsgang genutzt werden kann. Ein südlich angebauter runder Turm enthält die Treppe, über die sowohl die Glockenstube als auch die Aussichtsplattform erreicht werden können.
Der rechteckige Turm verengt sich ab dem Aussichtsumgang und wird von einer geschwungenen Haube abgeschlossen. Darauf präsentiert sich eine Laterne mit achteckigem Spitztürmchen, einer Turmkugel und einem vergoldeten verzierten Kreuz als Bekrönung. Die gesamte Dachkonstruktion des Turmes ist mit Kupferblech verkleidet.
Im Turm finden sich Fresken im Renaissancestil sowie die Jahreszahl 1594, die auf dessen Entstehungszeit verweisen.

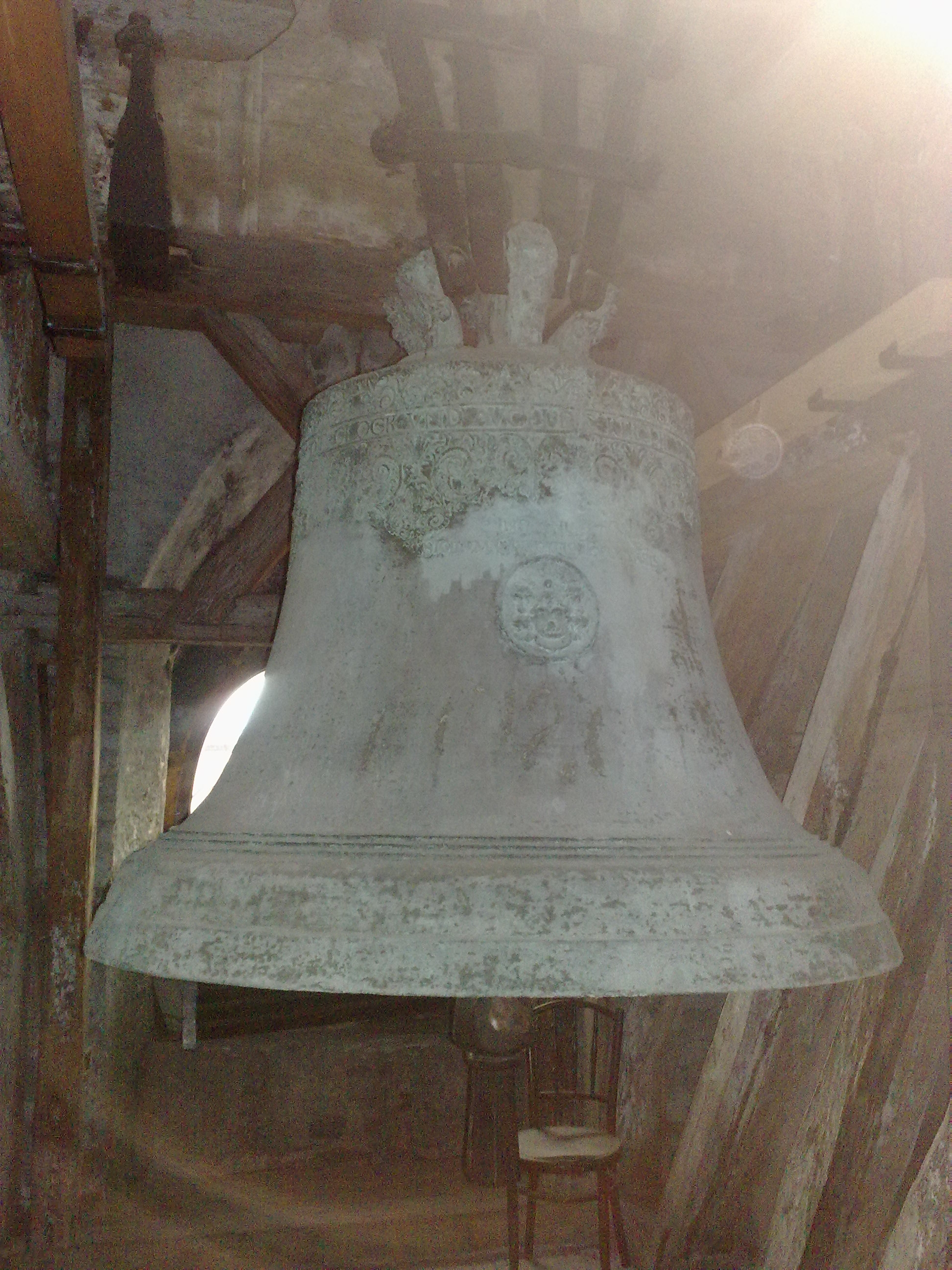
Kleine Glocke aus dem Turm der Kirche Johannes des Täufers

Das dreistimmige Geläut aus Bronzeglocken stammt aus verschiedenen Jahrhunderten (die kleinste 1480, mit einem Schriftband am oberen Glockenkörper und einer bildlichen Darstellung in der Mitte; die größte Glocke trägt den Hinweis „anno 1659“ und neben einem Bildrelief auch eine altdeutsche Inschrift auf dem Gusskörper).

### Kirchenhauptgebäude
Das Mittelschiff und die abgestuften Seitenschiffe werden von einem Ziegel-Pultdach abgeschlossen. Auf dem östlichen Dachfirst sitzt ein Dachreiter.
Die Ecken der Fassade sind mit großen Ecksteinen betont, die Fenster segmentiert. Ein Rundbogen-Portal, mit einem dreieckigen Giebelvorbau und Säulenimitationen im Westturm, bildet den Hauptzugang zum Kirchenraum. Umlaufende Simse um Türme und Kirchengebäude fassen das Bauwerk optisch zusammen.

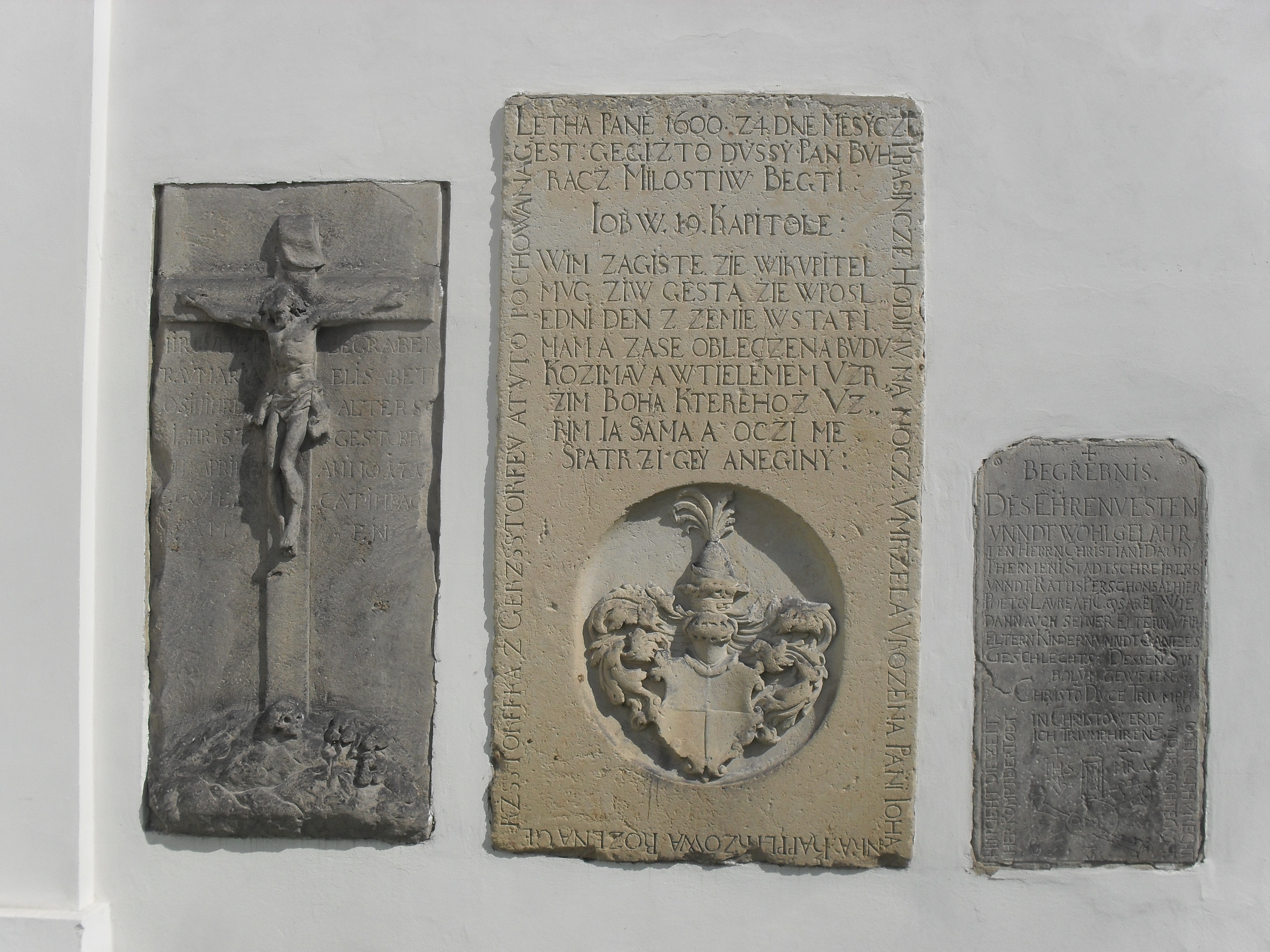
Grabplatten an der Kirchenwand

Die Kirche ist eine dreischiffige Basilika mit einem rechteckigen Chor. Über dem Chorraum bildet ein mit Reliefs und Deckengemälden versehenes Tonnengewölbe dessen baulichen Abschluss. Das Hauptschiff besitzt ein hohes Kreuzgewölbe. Die westliche Schmalseite des Kirchenschiffs wird von einer zweietagigen Empore eingenommen, auf jeder Etage befindet sich eine Orgel. Die Emporen sind geschwungen und an der Balustrade ornamental geschmückt.
Die Seitenschiffe sind mit Rundbögen auf kannelierten schlanken Säulen gegen das Hauptschiff abgesetzt. Das Tageslicht fällt durch je fünf schmale unbunte Bogenfenster auf den Längsseiten des Gebäudes. Am südöstlichen Ende der Kirche schließt sich ein zweistöckiges Häuschen an, das wahrscheinlich die Sakristei birgt. An dessen Außenwand befinden sich nebeneinander der Renaissancegrabstein von Joan Kaplířova aus dem Jahr 1600 (mit Wappen und einer Inschrift in tschechischer Sprache), ein barocker Grabstein mit Reliefkreuz aus dem Jahr 1711 und ein weiterer Grabstein.

### Altar

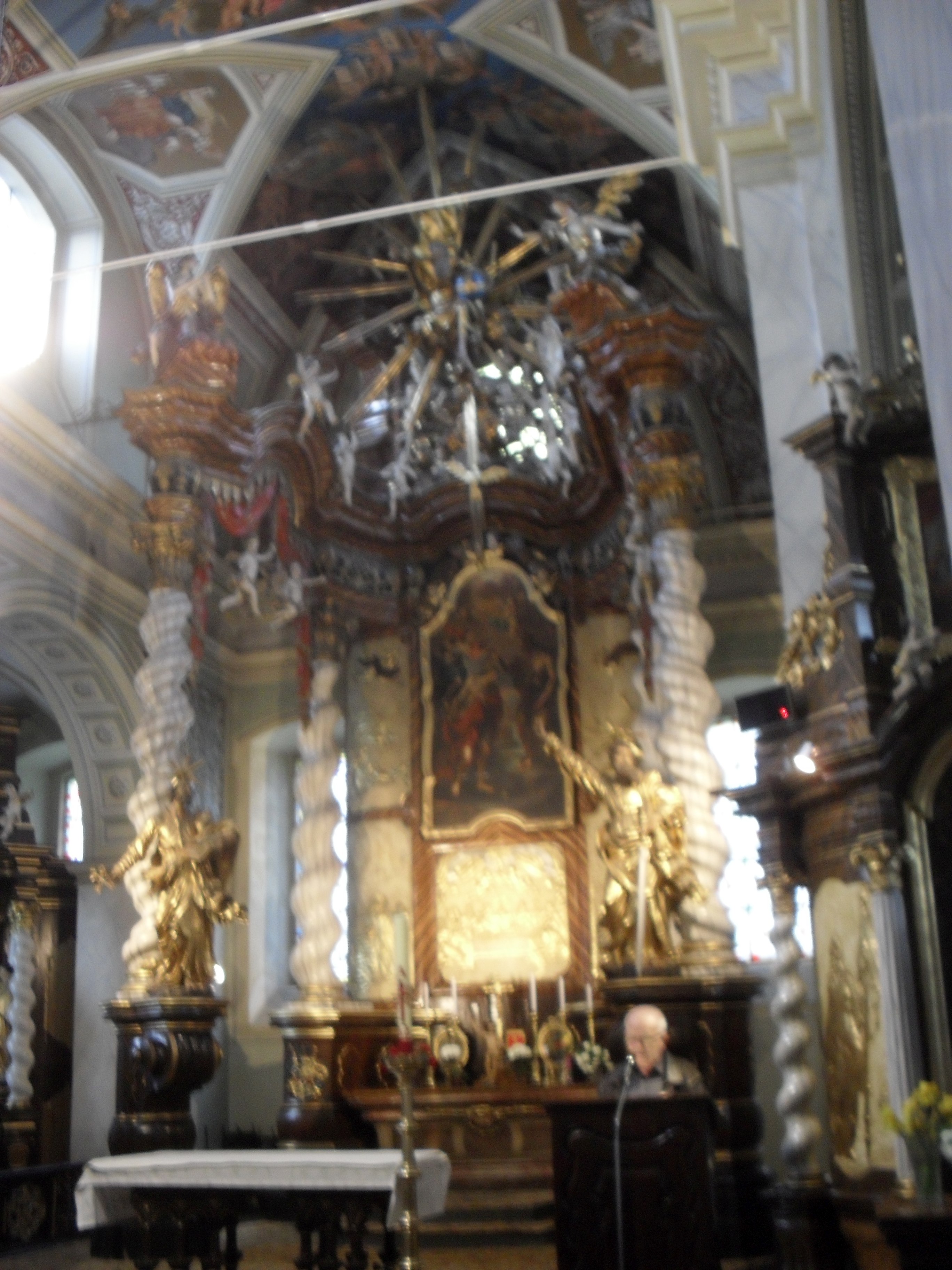
Altaransicht

Der Hauptaltar nimmt in Breite und Höhe fast den gesamten Chorraum ein. Er entstand um 1730 und ist das Werk eines nicht namentlich überlieferten Teplicer Künstlers. Der Unterbau aus dunkel gebeiztem Holz ist mit vergoldeten Ornamenten betont. Darüber sind fünf vollflächig vergoldete Flachrelieftafeln angeordnet mit den Darstellungen des Abendmahls, der Heiligen Dreifaltigkeit und einer Gruppe von Engeln.
Sie umrahmen ein Gemälde mit der Taufe Christi, das dem Maler Peter Brandl zugeordnet wird. Über den Reliefs und dem in Gold gerahmten Gemälde folgen vielfältig geformte Aufbauten. An und vor beiden Seiten des Altartisches streben vier geschnitzte und spiralig ausgeführte schmale Säulen in die Höhe (ursprünglich vergoldet, seit 2000 weiß). Sie tragen als verbindenden Abschluss jeweils einen Engel, die wiederum einen großen mittigen Strahlenkranz mit dem Auge Gottes über den Altar halten.
Die Säulen und der gesamte Altaraufbau vermitteln dem Besucher der Kirche das Gefühl, ein Himmelstor vor sich zu haben.
Unmittelbar vor dem Altar stehen auf der Nord- und Südseite frei auf geschnitzten Konsolen die Apostel Peter und Paul, ebenfalls komplett vergoldet und übermannshoch.

### Orgel

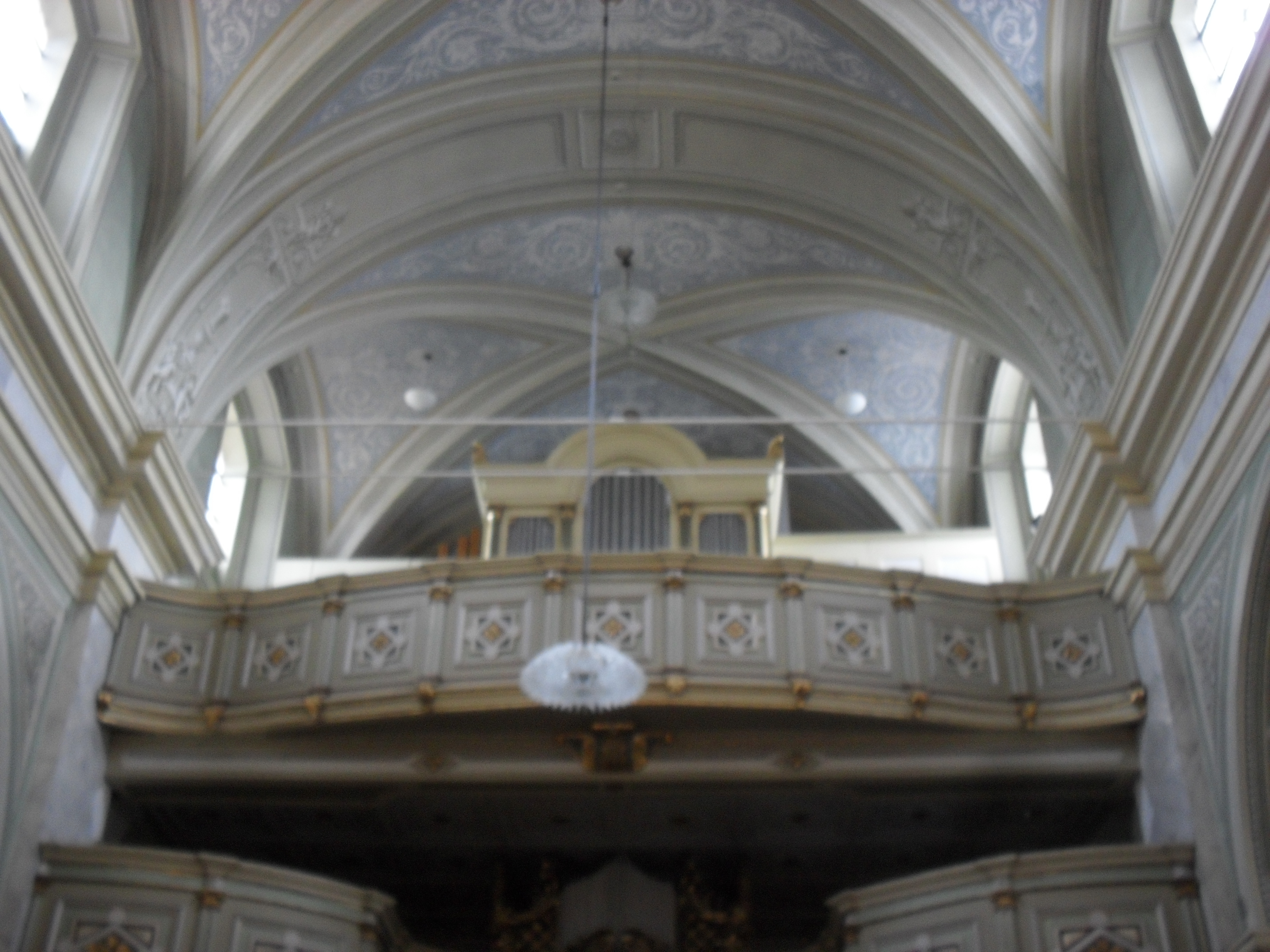
Orgel auf der oberen Empore

Aus den Fotos vom Inneren der Kirche geht hervor, dass sowohl auf der ersten Etage der Westemporen als auch auf der zweiten Etage je eine Orgel steht. Die obere ist mit einem schlichten aus hellem Holz gefertigten Prospekt versehen, die untere Ansichtspartie ist mit vergoldeten Ornamenten und einem durchbrochenen Gitter eher barock gestaltet.
Ihre sehr unterschiedliche Ausführung lässt darauf schließen, dass sie aus verschiedenen Bauzeiten stammen. (Ein Hinweis auf die Werkstätten und die mögliche gemeinsame Bespielbarkeit war nicht zu finden.)

### Gemälde, Kanzel, Nebenaltäre, Weiteres
Die Innenausstattung umfasst des Weiteren Gemälde von Wenzel Lorenz Reiner. Die Kirche beherbergt zudem die Grabstellen der Familien Wchynsky, Aldringen und Clary-Aldringen.
Die Kanzel schmücken Flachreliefs mit den Evangelisten, auf dem Schalldeckel befindet sich eine Christusstatue.
In den Seitenschiffen stehen zwei Beichtstühle aus dem Anfang des 18. Jahrhunderts, angefertigt von Teplicer Künstlern. Sie zeigen ebenfalls Figurenschmuck verschiedener Heiliger.
Die Seitenaltäre stammen fast ausschließlich aus der Zeit um 1730 und widmen sich dem heiligen Johannes von Nepomuk, dem heiligen Prokop, den Heiligen Wenzel und Martin und vielen weiteren Kirchenpatronen.
Unter dem nördlichen Querschiff befindet sich das Grab der Adligen Clary-Aldringen, in der Krypta unter dem südlichen Seitenschiff der Zinnsarg von Vchynský. Unterhalb der Kirchenbänke gibt es die Grabstätte von Sebastian Gutštejn (1578). Gedenktafeln weiterer bedeutender Teplicer Einwohner aus dem 16. bis 18. Jahrhundert sind ebenfalls im Kirchenschiff und in der Krypta zu finden.

## Nutzung
Die Kirche Johannes der Täufer ist eine aktive Kirche, das heißt, sie dient regelmäßig für Gottesdienste, Taufen, Hochzeiten und andere Feiern der Kirchengemeinde. Aber auch Konzerte finden hier statt.